# August Heissmeyer
Pour les articles homonymes, voir Heissmeyer.
August Heissmeyer (ou Heißmeyer), né le 11 janvier 1897 dans le village de Gellersen, non loin de Aerzen et décédé le 16 janvier 1979 à Schwäbisch Hall, est un officier allemand pendant la Première Guerre mondiale, devenu adhérent au parti National-Socialiste à compter de 1925 puis membre influent au sein de la SS, où il atteint le grade très élevé  d'Obergruppenführer-SS, équivalent du grade de général de corps d'armée au sein de la Wehrmacht. Après la Seconde Guerre mondiale, il est condamné à 3 ans de prison en tant que criminel de guerre.
Il est le troisième époux de la présidente de la Ligue des femmes allemandes, Gertrud Scholtz-Klink.

## Biographie

### Enfance, études et Première Guerre mondiale
August Heissmeyer naît le 11 janvier 1897 à Gellersen, non loin de Aerzen. En 1914, il interrompt ses études secondaires et rejoint l'armée prussienne. Pendant la Première Guerre mondiale, il est promu au grade de lieutenant et récipiendaire de nombreuses décorations, dont la Croix de fer, première classe.

### République de Weimar, Troisième Reich et Seconde Guerre mondiale
Il reprend des études en économie et en droit après avoir obtenu son Abitur. Dès 1923, il entre en contact avec les Nationaux-socialistes et rejoint le NSDAP en 1925. En 1926, il devient membre des SA, dans lequel il s'implique avec zèle : il est ainsi responsable de la construction de la SA-Gausturm dans le quartier de Hanovre-Sud. Il est d'ailleurs un temps Gauleiter de cette ville.
En janvier 1930, il rejoint les SS, en devenant ainsi le 4370e membre. À partir de 1932, il est intégré au bureau de commandement des SS et est plusieurs fois promu. En 1935 il obtient une position clef au sein de la hiérarchie SS en devenant « Chef de bureau principal SS », soulageant Heinrich Himmler de certaines attributions. Le 9 novembre 1936, il devient Obergruppenführer-SS et inspecteur des Instituts de politique nationale (NPEA) au sein du Ministère de l'Éducation du Reich. En 1939, il est nommé SS-Oberabschnittsführer -SS « Est » et chef de la police dans une zone comprenant Berlin et le Brandebourg. À partir de 1941, il dirige en plus le bureau « Dienststelle SS-Obergruppenführer Heissmeyer qui regroupe les NPEA détachés du Ministère de l'Éducation, les Mannschaftshauser et à partir de 1943 les internats allemands (Deutschen Heimschulen).
En 1939, August Heissmeyer est nommé Inspecteur général des régiments Totenkopf de la SS (Totenkopstandarten) remplaçant Theodor Eicke, qui vient de prendre le commandement de la 3e Panzerdivision SS Totenkopf. 
Le 14 novembre 1944, il devient général commandant les troupes Waffen-SS. En avril 1945, il commande le groupe de combat Heissmayer, regroupant des membres de la Volkssturm et des Jeunesses hitlériennes, chargé de protéger l'aérodrome de Spandau, près de Berlin.

### Après la guerre
Le 29 février 1948, il est capturé par les autorités françaises, près de Tübingen avec son épouse et est incarcéré dix-huit mois. Il est ensuite relâché mais re-condamné trois ans, en raison de ses positions importantes au sein de la hiérarchie SS. Il vit à Schwäbisch Hall. Il devient directeur de l'embouteillage des bouteilles Coca-Cola pour l'Allemagne de l'Ouest.
Il décède le 16 janvier 1979, cinq jours après son 82e anniversaire.

## Vie privée
Il épouse en 1940 Gertrud Scholtz-Klink, présidente de la Ligue des femmes allemandes (Reichsfrauenführerin), une des seules femmes politiques du Troisième Reich. Il est l'oncle du médecin SS Kurt Heissmeyer.